# Hamdou Elhouni
Hamdou Mohamed El Houni Al Masry (ar. حمدو المصري الهوني ;ur. 12 lutego 1994 w Trypolisie) – libijski piłkarz grający na pozycji lewego napastnika w marokańskim klubie Wydad AC.

## Kariera klubowa

### Al-Ahly Trypolis
Elhouni zadebiutował dla Al-Ahly Trypolis 13 sierpnia 2015 roku w meczu z Smouha SC (wyg. 1:0). Łącznie dla klubu ze stolicy Libii piłkarz ten wystąpił w 2 spotkaniach, nie zdobywając żadnej bramki.

### CD Santa Clara
Elhouni trafił do CD Santa Clary 24 →lutego 2016 roku. Debiut dla niej zaliczył on 5 marca 2016 roku w przegranym 1:0 spotkaniu z Sportingiem Covilhã. Pierwszą bramkę piłkarz ten zdobył w meczu z FC Famalicão (wyg. 1:0). Łącznie dla CD Santa Clary Libijczyk rozegrał 13 meczów, w których strzelił 3 gole. 

### GD Chaves
Elhouniego wypożyczono do GD Chaves 19 lipca 2016 roku. Zadebiutował on w jego barwach 20 sierpnia 2016 roku w zremisowanym 1:1 spotkaniu przeciwko Tondeli. Swojego premierowego gola zawodnik ten strzelił 8 dni później w meczu z Boavistą FC (2:2). Ostatecznie dla GD Chaves Libijczyk wystąpił w 28 spotkaniach i zdobył jedną bramkę. 

### Desportivo Aves
Elhouni grał dla Desportivo Aves od 31 stycznia 2018 r. do 30 czerwca 2018 r. na wypożyczeniu, a od 20 lipca 2018 r. do 15 stycznia 2019 r. jako stały zawodnik. Debiut dla tego klubu zaliczył on 6 lutego 2018 r. w meczu z Boavistą FC (wyg. 3:0). Pierwszą bramkę piłkarz ten strzelił w wygranym 2:5 spotkaniu przeciwko Belenenses SAD. Łącznie dla Desportivo Aves Libijczyk rozegrał 26 meczów, strzelając jednego gola. 

### Espérance Tunis
Elhouni podpisał kontrakt z Espérance Tunis 15 stycznia 2019 roku. Zadebiutował on dla tego zespołu 18 stycznia 2019 roku w wygranym 2:0 spotkaniu przeciwko FC Platinum. Premierowego gola zawodnik ten strzelił 2 marca 2019 roku w meczu z Stade Tunisien (wyg. 1:2). Łącznie dla Espérance Tunis Libijczyk wystąpił w 138 spotkaniach, zdobywając 25 bramek i zaliczając 27 asyst.

### Wydad Casablanca
10 sierpnia 2023 roku przeszedł do marokańskiego Wydad Casablanca.

## Kariera reprezentacyjna
Elhouni zadebiutował w reprezentacji Libii 18 maja 2014 roku w zremisowanym 0:0 spotkaniu z Rwandą. Do 26 marca 2021 roku piłkarz ten rozegrał dla swojej kadry narodowej rozegrał 23 mecze, w których strzelił 4 gole.
| Numer | Przeciwko | Ranga                                               | Data              | Ilość | Wynik końcowy meczu (ziel. wygrane, czer. przegrane) |
| ----- | --------- | --------------------------------------------------- | ----------------- | ----- | ---------------------------------------------------- |
| 1     | Seszele   | Puchar Narodów Afryki 2019 – kwalifikacje           | 9 czerwca 2017    | 1     | 5:1                                                  |
| 2     | Gwinea    | Mistrzostwa Świata w Piłce Nożnej 2018 – eliminacje | 4 września 2017   | 1     | 1:0                                                  |
| 3     | Seszele   | Puchar Narodów Afryki 2019 – kwalifikacje           | 17 listopada 2018 | 1     | 1:8                                                  |
| 4     | Tunezja   | Puchar Narodów Afryki 2021 – kwalifikacje           | 15 listopada 2019 | 1     | 4:1                                                  |

## Sukcesy
Indywidualne:
- Piłkarz roku w Libii – 1x, 2015 rok

Drużynowo:
- Puchar Portugalii – 1x, z Desportivo Aves, 2018 rok
- Mistrzostwo Tunezji – 2x, z Espérance Tunis, sezony 2018/2019 i 2019/2020
- Superpuchar Tunezji – 2x, z Espérance Tunis, 2019 rok i 2020 rok
- Afrykańska Liga Mistrzów – 1x, z Espérance Tunis, sezon 2018/2019

## Życie prywatne
Brat Hamdou Elhouniego – Elmehdi Mohamed Elhouni – też jest piłkarzem.